# Psyllaephagus aizawlensis
Psyllaephagus aizawlensis är en stekelart som beskrevs av Singh 1996. Psyllaephagus aizawlensis ingår i släktet Psyllaephagus och familjen sköldlussteklar. Inga underarter finns listade i Catalogue of Life.